# Unterbuchfeld
Unterbuchfeld ist ein Gemeindeteil der Gemeinde Deining im Landkreis Neumarkt in der Oberpfalz.

## Geografie
Das Kirchdorf Unterbuchfeld liegt auf dem Jura-Hochplateau im Norden der Gemeinde Deining, an der Verbindungsstraße nach Velburg und zur BAB 3.

## Geschichte
Abt Nikolaus zu Waldsassen verkaufte 1342 den Edelsitz zu Unterbuchfeld an Albert von Wolfstein. Dadurch wurden die Wolfsteiner Besitzer von Buchfeld, später die Pöllinger. 1370 besaß die Frauenmesse in Neumarkt ein Gut in Unterbuchfeld. Eine Hieronymusmesse zu Neumarkt bestand 1427, sie war mit einem Gut in Unterbuchfeld ausgestattet. Am 27. April gleichen Jahres verkaufte Hans Wendel zu Unterbuchfeld einen halben Gulden Herrenzins an die Stiftung „Reiche Almosen“ in Neumarkt. Die Nürnberger plünderten 1504 im Landshuter Erbfolgekrieg Unterbuchfeld. 1542 wurde die Reformation durchgeführt. Nach Überlieferungen wechselten die Orte Unter- und Oberbuchfeld von 1558 bis 1628 sechsmal den Glauben. Magister Georg Dorn stellte 1637 ein Verzeichnis über zehentpflichtige Bürger zu Unterbuchfeld auf. 1671 gab es in Unterbuchfeld 24 Häuser, 29 Familien und 136 Einwohner. 1725 verbrannten in Unterbuchfeld alle Häuser bis auf die Kirche und den Hof im Tal.
Etwa 30 Personen starben 1822 an „Nervenfieber“. 1862 wurde eine gebrauchte Orgel aus Deining in Unterbuchfeld aufgestellt. Bei einem Großbrand 1875 wurden 20 Gebäude vernichtet. 1901 wurde das Anwesen von Bürgermeister Kirsch durch Blitzschlag zerstört. Eine Ortswasserversorgung wurde 1911 gebaut. für die Kirche wurde 1940 ein „Steinmeyer Harmonium“ für 255 RM angeschafft, 1950 kaufte die Kirchenverwaltung eine Glocke aus Deusmauer. Die Bewohner von Unterbuchfeld spendeten um 1954 jährlich ein Tagwerk Weizen für die Erhaltung der Kirche und des Ewigen Lichtes. Ein Leichenhaus wurde 1957 eingeweiht, eine Poststelle 1959. Posthalter war Johann Forster. Das Kirchendach wurde 1966 erneuert. Die Kirche wurde 1969 innen restauriert, im gleichen Jahr folgte die Eingliederung der Schule Unterbuchfeld in den Schulverband Deining. 1971 weihte Generalvikar Josef Pfeiffer die neuen Glocken. Die Staatsstraße und die Ortsdurchfahrt wurden 1972 neu gebaut. Eine Feuerlöschzisterne wurde 1975 errichtet.
Johann Hollweck aus Siegenhofen war der letzte Bürgermeister der Gemeinde Unterbuchfeld, zu der neben dem Dorf Unterbuchfeld das Dorf Siegenhofen und die Siegenhofermühle gehörten. Am 1. Mai 1978 wurde die bis dahin selbständige Gemeinde in die Gemeinde Deining eingegliedert. Dekan Hirschbeck weihte 1980 am Ortsende nach Lengenfeld eine neue Kapelle der heiligen Dreifaltigkeit. Das Mosaikbild schuf Bruder Benedikt Schmitz aus Eichstätt. Im Ort fand 1989 eine Volksmission statt. Die Filialkirche in Unterbuchfeld wurde 1996 renoviert. Im Jahr 2000 konnte die Freiwillige Feuerwehr Unterbuchfeld ihr 100-jähriges Bestehen feiern. Der Ortskern wurde 2001 von einer Arbeitsgemeinschaft aller Dorfbewohner umgestaltet und ein Dorfmittelpunkt vor der Kirche neu geschaffen. 2003 wurde der neue Dorfplatz eingeweiht.

### Einwohnerentwicklung des Ortes Unterbuchfeld
- 1830: 142 (29 Höfe)[4]
- 1871: 119 (49 Gebäude) (Großviehbestand: 2 Pferde, 144 Stück Rindvieh)[5]
- 1900: 139 (23 Wohngebäude)[6]
- 1925: 144 (24 Wohngebäude)[7]
- 1950: 160 (25 Wohngebäude)[8]
- 1961: 166 (27 Wohngebäude)[2]
- 1987: 181 (46 Wohngebäude, 50 Wohnungen)[9]
- 2017: 210[10]

### Einwohnerzahlen der Gemeinde Unterbuchfeld (3 Orte)
- 1871: 222 (89 Gebäude, 41 Wohngebäude) (Viehbestand: 10 Pferde 265 Stück Rindvieh, 633 Schafe, 144 Schweine, 1 Ziege)[5]
- 1900: 273 (42 Wohngebäude) (Viehbestand: 6 Pferde, 336 Stück Rindvieh, 547 Schafe, 281 Schweine, 3 Ziegen)[6]
- 1925: 273 (45 Wohngebäude)[7]
- 1950: 289 (47 Wohngebäude)[8]
- 1961: 289 (51 Wohngebäude)[2]

## Kirche St. Maria

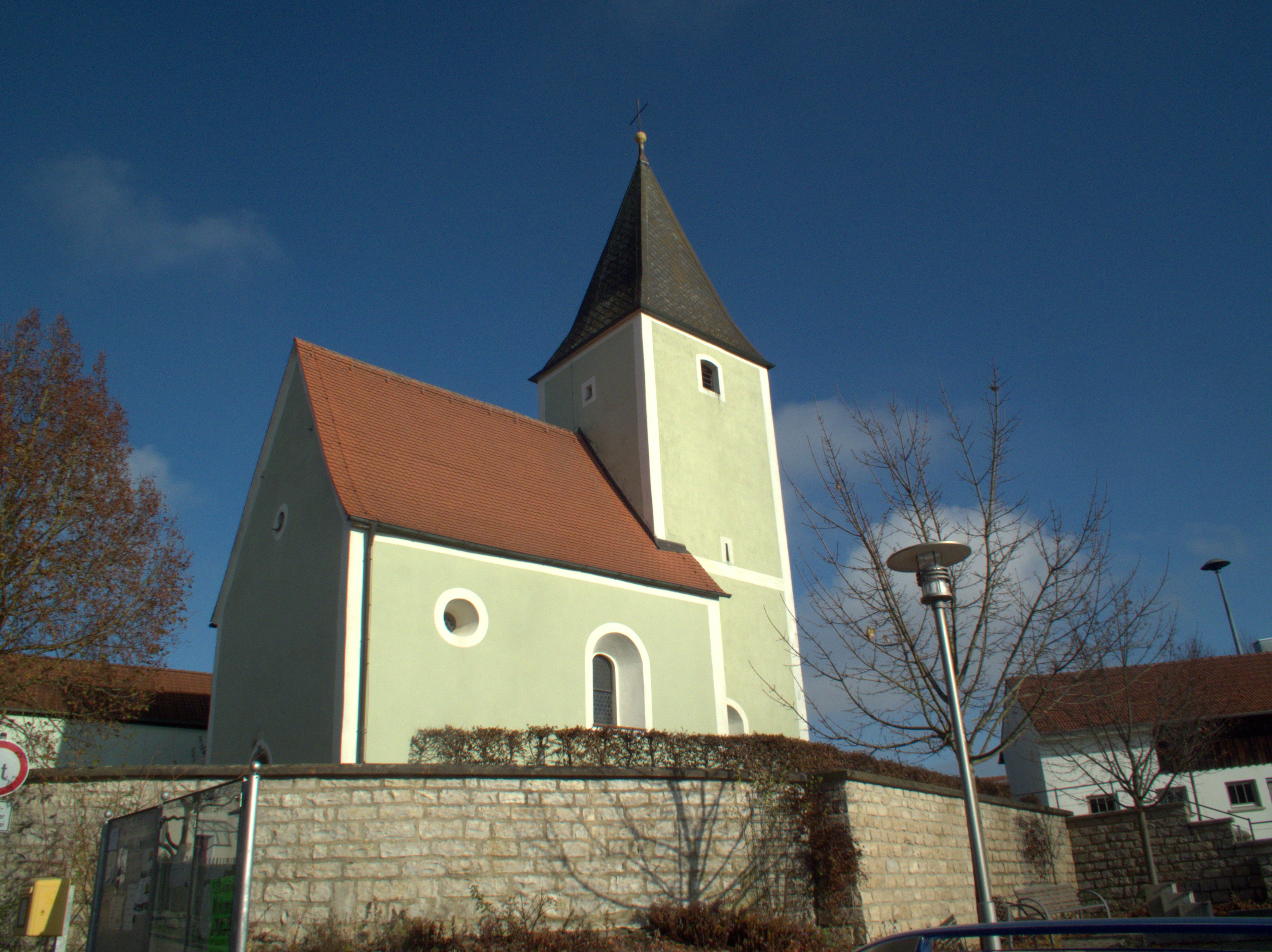
Filialkirche St. Maria

Die Kirche, die der heiligen Maria geweiht ist, ist eine Filialkirche von Deining. Der frühgotische Bau misst 10 mal 8 Meter, die Mauern sind bis 1,30 Meter dick. Im 17. und 18. Jahrhundert wurden bauliche Veränderungen vorgenommen. Im Ostturm befindet sich ein quadratischer Chor mit Kreuzgewölbe, der Hochaltar mit der Darstellung der Himmelfahrt Mariens stammt um 1700. Aufbau mit gewundenen, laubumrankten Säulen und seitlicher Akanthus-Schnitzerei. Im Mittelfeld ist ein Relief der gen Himmel fahrenden Maria, darüber die heiligste Dreifaltigkeit. Als Seitenfiguren die hl. Anna und hl. Joachim, also die Eltern der Gottesmutter. Der linke Seitenaltar besticht mit zwei gewundenen Weinrebensäulen und reichem Knorpelwerk, nach der Mitte des 17. Jahrhunderts; das Altarblatt ist nazarenisch. Gegenüber ist eine Rosenkranzmadonna aus der ersten Hälfte des 18. Jahrhunderts. An der Empore ein Doppelwappen in Arkanthusrahmen. Es gibt keinen eigenen Friedhof, die Toten werden in Deining beigesetzt.